# Xu Jingda
Xu Jingda (xinès simplificat: 徐景达, pinyin: Xú Jǐngdá), més conegut pel pesudònim A Da (xinès simplificat: 阿达, pinyin: Ā Dá; Shanghai, 6 de juny de 1934 - Beijing, 15 de febrer del 1987) va ser un animador i director de cinema xinés. Fou l'animador xinés més famós a l'estranger pel seu talent, però també perquè parlava perfectament anglés pels seus estudis d'infantesa.
Va nàixer en una família de banquers provinent de Kunshan, Jiangsu. Son pare, estricte i temerós que la Shanghai republicana fóra una mala influència per al jove, el va enviar a estudiar a una escola religiosa a Qimen, Suzhou. Allà entra en contacte amb el còmic i l'art per la influència d'un professor britànic. El 1951 entra a l'acadèmia de Belles Arts de Suzhou, i un any després se'l transfereix a l'Acadèmia de Cine de Beijing. El 1952 entra a l'estudi d'animació de Shanghai, treballant en unes trenta produccions diferents.
Entre les seues aportacions al món de l'animació xinesa, hi trobem que va tindre la idea de fer una pel·lícula inspirada en l'art de Qi Baishi, que desenvoluparia juntament amb Duan Xiaoxuan i Jiajun Qian, i que esdevindria Xiao Kedou zhao Mama. Com a director, comença a dirigir una vegada finalitza la Revolució Cultural, amb obres crítiques amb el que havia ocorregut com Hualang Yiye, i sobretot Nezha Nao Hai, del 1979, que seria juntament amb San ge Heshang una de les seues obres més famoses.
En el camp teòric, viatjà al Festival de Zagreb del 1982, experiència que compartí en un extens article on s'analitzaven diferents aspectes del món de l'animació. Hi participaria en les edicions següents, i guanyaria un premi per Sanshiliu gezi. Com a resultat d'aquella experiència, la República Popular de la Xina s'uniria a l'ASIFA, i el 1988 es creava el festival de Shanghai.